# Ngân hàng Đầu tư Cơ sở hạ tầng châu Á
Ngân hàng Đầu tư Cơ sở hạ tầng châu Á (tiếng Anh: Asian Infrastructure Investment Bank, viết tắt: AIIB) là một tổ chức tài chính quốc tế đang trong quá trình thành lập với mục tiêu là hỗ trợ việc xây dựng cơ sở hạ tầng ở khu vực châu Á - Thái Bình Dương. Tổ chức này là sáng kiến của chính quyền Trung Quốc và được sự ủng hộ của các Thành viên Sáng lập Dự kiến bao gồm 37 nước trong khu vực và 20 nước ngoài khu vực, 51 trong số đó đã ký Điều khoản Thỏa thuận để hình thành cơ sở pháp lý cho ngân hàng. Các nước có GDP lớn nhưng không phải quốc gia sáng lập là Hoa Kỳ, Nhật Bản và Canada.
Một số người xem AIIB là đối thủ của IMF, Ngân hàng Thế giới và Ngân hàng Phát triển châu Á (ADB), vốn là những tổ chức tài chính được xem là bị chi phối bởi các nước phát triển như Hoa Kỳ. Liên Hợp Quốc xem việc mở ra AIIB là sự "mở rộng quy mô tài chính cho phát triển bền vững" cho các mối quan tâm của Quản trị Kinh tế Toàn cầu.
Trung Quốc đề xuất ý tưởng thành lập ngân hàng này vào năm 2013 và sáng kiến này được ra mắt tại một buổi lễ ở Bắc Kinh vào tháng 10 năm 2014. Các Điều khoản Thỏa thuận đã được 50 Thành viên Sáng lập Dự kiến ký kết vào ngày 29 tháng 6 năm 2015, và sẽ trở thành một thành viên chính thức sau khi được từng chính phủ thông qua. Đến tháng 7 năm 2015, có một quốc gia (Myanmar) đã chính thức thông qua thỏa thuận.

## Bối cảnh
Nguyên nhân cho sáng kiến thành lập là do sự không hài lòng của Trung Quốc về ưu thế của Hoa Kỳ trong quỹ IMF, mà theo Trung Quốc không công bằng về sự phân chia quyền lực toàn cầu. Vì Hoa Kỳ từ chối, không chịu thay đổi về tỷ lệ lá phiếu, Trung Quốc bắt đầu từ năm 2013 bỏ ra những nỗ lực để hình thành nhà băng này.

## Nền tảng pháp lý và Thành viên
Bản ghi nhớ là nền tảng pháp lý cho việc thành lập Ngân hàng. 57 thành viên sáng lập dự kiến có tên trong Phụ lục A của biên bản sẽ đủ quyền ký kết và thông qua Bản ghi nhớ, và trở thành thành viên của Ngân hàng. Các quốc gia là thành viên của Ngân hàng Tái thiết và Phát triển Quốc tế hoặc Ngân hàng Phát triển châu Á vẫn có thể trở thành thành viên sau khi được phê chuẩn gia nhập.
Biên bản được các Thành viên Sáng lập Dự kiến thỏa thuận các điều khoản, với Hồng Kông tham gia qua đại diện Trung Quốc.

### Các thành viên sáng lập
57 Thành viên Sáng lập Dự kiến có thể trở thành Thành viên Sáng lập bằng cách:
- Ký kết Bản Ghi nhớ trong năm 2015
- Thông qua Bản Ghi nhớ trong năm 2015 hoặc 2016

Đến tháng 7 năm 2015, có 50 quốc gia đã ký Bản ghi nhớ, một trong số đó đã thông qua. Bảy quốc gia ký cam kết thành lập nhưng không ký vào Bản ghi nhớ vào ngày ngày 29 tháng 6. Các bước để trở thành Thành viên Sáng lập được ghi ở dưới, cũng như phần trăm phiếu bầu và cổ phần, nếu giả sử toàn bộ thành viên sáng lập dự kiến đều trở thành thành viên chính thức, và không có thành viên nào khác gia nhập.
| Quốc gia (Khu vực)                      | Thành viên Sáng lập Dự kiến    | Ký kết (Bản ghi nhớ) | Thông qua (Bản ghi nhớ) | Vốn góp   | % số vốn góp | % phiếu bầu |
| --------------------------------------- | ------------------------------ | -------------------- | ----------------------- | --------- | ------------ | ----------- |
| Trung Quốc* (sáng lập)                  | 24 tháng 10 năm 2014           | 29 tháng 6 năm 2015  |                         | 297.804   | 30,34        | 26,06       |
| Úc                                      | 3 tháng 4 năm 2015             | 29 tháng 6 năm 2015  |                         | 36.912    | 3,76         | 3,46        |
| Áo                                      | 11 tháng 4 năm 2015            | 29 tháng 6 năm 2015  |                         | 5.008     | 0,51         | 0,70        |
| Azerbaijan                              | 15 tháng 4 năm 2015            | 29 tháng 6 năm 2015  |                         | 2.541     | 0,26         | 0,48        |
| Bangladesh*                             | 24 tháng 10 năm 2014           | 29 tháng 6 năm 2015  |                         | 6.605     | 0,67         | 0,83        |
| Brasil                                  | 12 tháng 4 năm 2015            | 29 tháng 6 năm 2015  |                         | 31.810    | 3,24         | 3,02        |
| Brunei*                                 | 24 tháng 10 năm 2014           | 29 tháng 6 năm 2015  |                         | 524       | 0,05         | 0,31        |
| Campuchia*                              | 24 tháng 10 năm 2014           | 29 tháng 6 năm 2015  |                         | 623       | 0,06         | 0,32        |
| Đan Mạch                                | 12 tháng 4 năm 2015            |                      |                         | 3.695     | 0,38         | 0,58        |
| Ai Cập                                  | 14 tháng 4 năm 2015            | 29 tháng 6 năm 2015  |                         | 6.505     | 0,66         | 0,83        |
| Phần Lan                                | 12 tháng 4 năm 2015            | 29 tháng 6 năm 2015  |                         | 3.103     | 0,32         | 0,53        |
| Pháp                                    | 2 tháng 4 năm 2015             | 29 tháng 6 năm 2015  |                         | 33.756    | 3,44         | 3,19        |
| Gruzia                                  | 12 tháng 4 năm 2015            | 29 tháng 6 năm 2015  |                         | 539       | 0,05         | 0,31        |
| Đức                                     | 1 tháng 4 năm 2015             | 29 tháng 6 năm 2015  |                         | 44.842    | 4,57         | 4,15        |
| Iceland                                 | 15 tháng 4 năm 2015            | 29 tháng 6 năm 2015  |                         | 176       | 0,02         | 0,28        |
| Ấn Độ*                                  | 24 tháng 10 năm 2014           | 29 tháng 6 năm 2015  |                         | 83.673    | 8,52         | 7,51        |
| Indonesia*                              | 25 tháng 11 năm 2014           | 29 tháng 6 năm 2015  |                         | 33.607    | 3,42         | 3,17        |
| Iran                                    | 7 tháng 4 năm 2015             | 29 tháng 6 năm 2015  |                         | 15.808    | 1,61         | 1,63        |
| Israel                                  | 15 tháng 4 năm 2015            | 29 tháng 6 năm 2015  |                         | 7.499     | 0,76         | 0,91        |
| Ý                                       | 2 tháng 4 năm 2015             | 29 tháng 6 năm 2015  |                         | 25.718    | 2,62         | 2,49        |
| Jordan                                  | 7 tháng 2 năm 2015             | 29 tháng 6 năm 2015  |                         | 1.192     | 0,12         | 0,37        |
| Kazakhstan*                             | 24 tháng 10 năm 2014           | 29 tháng 6 năm 2015  |                         | 7.293     | 0,74         | 0,89        |
| Hàn Quốc                                | 11 tháng 4 năm 2015            | 29 tháng 6 năm 2015  |                         | 37.388    | 3,81         | 3,50        |
| Kuwait                                  | 24 tháng 10 năm 2014           |                      |                         | 5.360     | 0,55         | 0,73        |
| Kyrgyzstan                              | 9 tháng 4 năm 2015             | 29 tháng 6 năm 2015  |                         | 268       | 0,03         | 0,29        |
| Lào*                                    | 24 tháng 10 năm 2014           | 29 tháng 6 năm 2015  |                         | 430       | 0,04         | 0,30        |
| Luxembourg                              | 27 tháng 3 năm 2015            | 29 tháng 6 năm 2015  |                         | 697       | 0,07         | 0,32        |
| Malaysia                                | 24 tháng 10 năm 2014           |                      |                         | 1.095     | 0,11         | 0,36        |
| Maldives                                | 31 tháng 12 năm 2014           | 29 tháng 6 năm 2015  |                         | 72        | 0,01         | 0,27        |
| Malta                                   | 9 tháng 4 năm 2015             | 29 tháng 6 năm 2015  |                         | 136       | 0,01         | 0,27        |
| Mông Cổ*                                | 24 tháng 10 năm 2014           | 29 tháng 6 năm 2015  |                         | 411       | 0,04         | 0,30        |
| Myanma*                                 | 24 tháng 10 năm 2014           | 29 tháng 6 năm 2015  | 1 tháng 7 năm 2015      | 2645      | 0,27         | 0,49        |
| Nepal*                                  | 24 tháng 10 năm 2014           | 29 tháng 6 năm 2015  |                         | 809       | 0,08         | 0,33        |
| Hà Lan                                  | 12 tháng 4 năm 2015            | 29 tháng 6 năm 2015  |                         | 10.313    | 1,05         | 1,16        |
| New Zealand                             | 5 tháng 1 năm 2015             | 29 tháng 6 năm 2015  |                         | 4.615     | 0,47         | 0,66        |
| Na Uy                                   | 14 tháng 4 năm 2015            | 29 tháng 6 năm 2015  |                         | 5.506     | 0,56         | 0,74        |
| Oman*                                   | 24 tháng 10 năm 2014           | 29 tháng 6 năm 2015  |                         | 2.592     | 0,26         | 0,49        |
| Pakistan*                               | 24 tháng 10 năm 2014           | 29 tháng 6 năm 2015  |                         | 10.341    | 1,05         | 1,16        |
| Philippines                             | 24 tháng 10 năm 2014           |                      |                         | 9.791     | 1,00         | 1,11        |
| Ba Lan                                  | 15 tháng 4 năm 2015            |                      |                         | 8.318     | 0,85         | 0,98        |
| Bồ Đào Nha                              | 15 tháng 4 năm 2015            | 29 tháng 6 năm 2015  |                         | 650       | 0,07         | 0,32        |
| Qatar*                                  | 24 tháng 10 năm 2014           | 29 tháng 6 năm 2015  |                         | 6.044     | 0,62         | 0,79        |
| Nga                                     | 14 tháng 4 năm 2015            | 29 tháng 6 năm 2015  |                         | 65.362    | 6,66         | 5,93        |
| Ả Rập Saudi                             | 13 tháng 1 năm 2015            | 29 tháng 6 năm 2015  |                         | 25.446    | 2,59         | 2,47        |
| Singapore*                              | 24 tháng 10 năm 2014           | 29 tháng 6 năm 2015  |                         | 2.500     | 0,25         | 0,48        |
| Nam Phi                                 | 15 tháng 4 năm 2015            |                      |                         | 5.905     | 0,60         | 0,77        |
| Tây Ban Nha                             | 11 tháng 4 năm 2015            | 29 tháng 6 năm 2015  |                         | 17.615    | 1,79         | 1,79        |
| Sri Lanka*                              | 24 tháng 10 năm 2014           | 29 tháng 6 năm 2015  |                         | 2.690     | 0,27         | 0,50        |
| Thụy Điển                               | 15 tháng 4 năm 2015            | 29 tháng 6 năm 2015  |                         | 6.300     | 0,64         | 0,81        |
| Thụy Sĩ                                 | 28 tháng 3 năm 2015            | 29 tháng 6 năm 2015  |                         | 7.064     | 0,72         | 0,87        |
| Tajikistan                              | 13 tháng 1 năm 2015            | 29 tháng 6 năm 2015  |                         | 309       | 0,03         | 0,29        |
| Thái Lan                                | 24 tháng 10 năm 2014           |                      |                         | 14.275    | 1,45         | 1,50        |
| Thổ Nhĩ Kỳ                              | 10 tháng 4 năm 2015            | 29 tháng 6 năm 2015  |                         | 26.099    | 2,66         | 2,52        |
| Các Tiểu vương quốc Ả Rập Thống nhất    | 5 tháng 4 năm 2015             | 29 tháng 6 năm 2015  |                         | 11.857    | 1,21         | 1,29        |
| Vương quốc Liên hiệp Anh và Bắc Ireland | 28 tháng 3 năm 2015            | 29 tháng 6 năm 2015  |                         | 30.547    | 3,11         | 2,91        |
| Uzbekistan*                             | 24 tháng 10 năm 2014           | 29 tháng 6 năm 2015  |                         | 2.198     | 0,22         | 0,45        |
| Việt Nam*                               | 24 tháng 10 năm 2014           | 29 tháng 6 năm 2015  |                         | 6.633     | 0,68         | 0,84        |
| Vốn chưa phân phối                      |                                |                      |                         | 18.486    | –            | –           |
| Tổng cộng                               | 57 37 Khu vực 20 Ngoài khu vực | 50 95,06% vốn góp    | 1 0,27% vốn góp         | 1.000.000 | 100,00       | 100,00      |

Ghi chú:
Các thành viên trong khu vực được tô màu xanh
- * Ký kết Biên bản ghi nhớ (MOU)
- Philippines – Đang xem xét ký kết[34]

### Các quốc gia không phải Thành viên Sáng lập Dự kiến
Trong các quốc gia không phải là Thành viên Sáng lập Dự kiến, Bỉ, Canada, Cộng hòa Séc, Hungary, Đài Loan và Ukraina đang xem xét gia nhập AIIB với tư cách thành viên. Colombia, Nhật Bản và Hoa Kỳ không có dự định tham gia. Đài Loan, và theo Emergingmarkets.com, Bắc Triều Tiên bị Trung Quốc từ chối tư cách Thành viên Sáng lập Dự kiến.

#### Lãnh thổ Phụ thuộc
Bản Ghi nhớ cho phép các lãnh thổ không có chủ quyền cũng có thể trở thành thành viên của ngân hàng. Ngoài các yêu cầu dành cho các quốc gia có chủ quyền, quyền thành viên của lãnh thổ phụ thuộc phải được quốc gia lãnh trách nhiệm ngoại giao cho lãnh thổ đó ủng hộ.
- Hồng Kông – Đại diện của Khu hành chính Hồng Kông có tham dự Cuộc họp Thảo luận Chính dành cho các Thành viên Sáng lập Dự kiến vào ngày 30–31 tháng 3 năm 2015 bằng cách tham gia cùng đoàn Trung Quốc,[38] và dạng thức cũng như định danh cho Hồng Kông khi gia nhập AIIB sẽ được quyết định sau khi tiến trình chuẩn bị hoặc thương thảo kết thúc.[39]
- Trung Hoa Đài Bắc (Đài Loan) – Đài Loan nộp đơn làm Thành viên Sáng lập Dự kiến của AIIB thông qua Văn phòng Sự vụ Đài Loan, có thể lấy tên "Trung Hoa Đài Bắc" vào ngày 31 tháng 3,[40][41] nhưng bị Ban thư ký Lâm thời Đa phương của AIIB từ chối vào ngày 13 tháng 4, mà không có lý do cụ thể. Tuy vậy Trung Quốc vẫn để ngỏ khả năng Đài Loan sẽ làm thành viên trong tương lai.[36] Phát ngôn viên Bộ ngoại giao Trung Quốc Hoa Xuân Oánh nói rằng Đài Loan nên tránh tình trạng "hai Trung Quốc" hoặc "một Trung Quốc, một Đài Loan".[42]

#### Các quốc gia khác
Hoa Kỳ – Không tham gia
- Các quan chức Hoa Kỳ để thể hiện sự lo ngại về việc AIIB có đảm bảo được tiêu chuẩn quản lý cao hay không, và liệu nó có an toàn về môi trường và xã hội không.[43] Hoa Kỳ được báo cáo là đã dùng áp lực ngoại giao để tìm cách ngăn các đồng minh chủ chốt, như Úc, không tham gia ngân hàng,[44] và thể hiện sự thất vọng khi các nước khác, như Anh, gia nhập.[30][43]

 Nhật Bản – "Đang xem xét" / Không tham gia
- Masato Kitera, trưởng phái đoàn của Tokyo tại Bắc Kinh, đã từng nói Nhật Bản có thể gia nhập AIIB.[45] Bộ trưởng Tài chính Nhật BảnTarō Asō cũng từng bày tỏ sự quan tâm về việc tham gia AIIB, nhưng sau đó đổi quan điểm. Yoshihide Suga, Thư ký Nội các Nhật Bản, tuyên bố với công chúng rằng Nhật Bản vẫn chờ đợi lời giải thích đầy đủ từ Trung Quốc về AIIB khi ông nói, "Tính đến nay, Nhật Bản sẽ không tham gia AIIB và chúng tôi vẫn chưa nhận được lời giải thích đầy đủ từ phía Trung Quốc" và "Nhật Bản e ngại rằng (AIIB) có được quản trị hợp lý hay nó có làm tổn hại đến các tổ chức tín dụng khác hay không". Ông nói nói rằng Nhật Bản không còn xem xét khả năng gia nhập ngân hàng. Phát ngôn viên Chính phủ Nhật cũng thông báo rằng Nhật sẽ không gia nhập AIIB. Thủ tướng Nhật Bản Shinzō Abe cũng nói thêm rằng Nhật không cần gia nhập ngân hàng.[46]